# Вуйма, Юрий Васильевич
Юрий Васильевич Вуйма (28 марта 1939, Ленинград — 2008) — советский и российский архитектор. Создатель градостроительного проекта города Снечкуса (ныне Висагинас) в Литве, проекта всех зданий в нём и генплана. Создатель проекта значительной части города Димитровграда в России, включая музей маршала Жукова и концертный зал. Спроектировал значительную часть новых кварталов Ульяновска, город Силламяэ в Эстонии, а также несколько зданий в Санкт-Петербурге и Пушкине. Участник ликвидации Чернобыльской аварии.

## Биография
Во время блокады города был эвакуирован вместе с семьей. По возвращении окончил архитектурный техникум, а затем ЛИСИ. Работал во ВНИИПИЭТ в Ленинграде в Министерстве среднего машиностроения СССР. В рамках работы в одном из главных ядерных институтов СССР проектировал инфраструктуру населенных пунктов для обслуживания ядерных и секретных объектов СССР. Во время работы во ВНИИПИЭТ Ю. В. Вуйма спроектировал генплан и большинство зданий Висагинаса в Литве (бывший Снечкус). Номинировался на премию Совета Министров СССР, но не получил ее из-за распада Союза. Огромное внимание он уделял не только внешнему виду зданий, но и удобству инфрструктуры городов и жилых домов внутри. Многие отмечают чрезвычайное удобство жилых помещений и зданий, построенных Ю. В. Вуйма в Висагинасе и других городах. Также архитектор принял значительное участие в развитие городов: Силламяэ (Эстония), Ульяновск, Димитровград (Научно-культурный центр имени Е. П. Славского) и других объектов ядерной инфраструктуры СССР. Участвовал в ликвидации последствий взрыва на Чернобыльской АЭС. После развала СССР работал в частной архитектурной мастерской. Затем в Госэкспертизе Санкт-Петербурга.
Похоронен в Санкт-Петербурге на Северном кладбище.

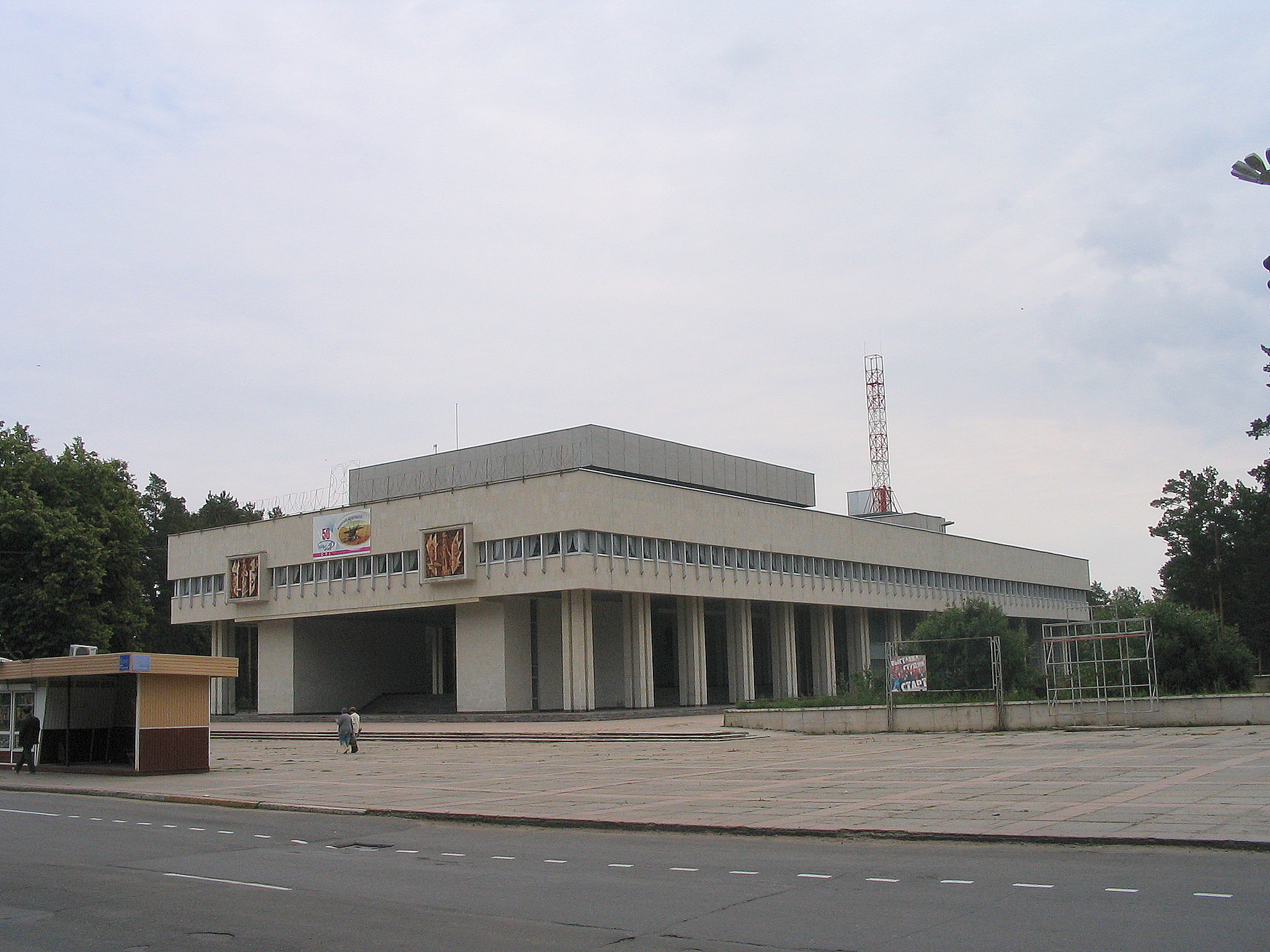
г. Димитровград, НКЦ имени Славского.